# Daniel Yanofsky
Daniel Abraham (Abe) Yanofsky (nascut el 25 de març de 1925 a Brody, Polònia, actualment a Ucraïna, mort el 5 de març de 2000 a Winnipeg, Canadà), fou un jugador, escriptor, i àrbitre d'escacs i advocat jueu canadenc. Fou el primer canadenc a tenir el títol de Gran Mestre, i vuit vegades campió d'escacs del Canadà. Així mateix, va ser Oficial de l'Orde del Canadà, des de 1972, i conseller de la Reina, des de 1980.

## Biografia
Yanofsky va néixer al si d'una família jueva, que es va mudar al Canadà quan tenia vuit mesos d'edat, i s'instal·là a Winnipeg. A excepció d'un breu període en la dècada de 1940, Yanofsky no es va concentrar mai a temps complet en els escacs. Es va llicenciar en Dret a la Universitat de Manitoba, el 1951, i va servir a la Marina Reial Canadenca durant la Segona Guerra Mundial (1944-1946). Va obtenir diverses beques, cosa que li va permetre continuar els seus estudis jurídics a la Universitat d'Oxford (1951-1953). Després de graduar-se, va exercir l'advocacia a Winnipeg, amb el seu germà Harry, que era també mestre d'escacs. Va intervenir en diverses ocasions davant la Cort Suprema del Canadà.
Va ser alcalde de West Kildonan, un suburbi de Winnipeg, va servir al Consell de Winnipeg des de 1970 a 1986, i va presidir el Comitè de Finances. Yanofsky va participar en la campanya per a l'Assemblea Legislativa de Manitoba en l'elecció provincial celebrada el 1959, com a candidat del Partit Liberal de Manitoba. També va ser un element important en la concepció i desenvolupament de l'Hospital General Seven Oaks.

## Carrera escaquística i resultats destacats en competició
Yanofsky va aprendre a jugar als escacs a l'edat de vuit anys. Va guanyar el seu primer torneig en el campionat provincial de Manitoba als 12 anys el 1937, i va fer el seu debut al Campionat Canadenc d'aquell mateix any a Toronto.
El 1939, amb només 14 anys, va jugar representant el Canadà a l'Olimpíada de Buenos Aires. Yanofsky va ser la sensació del torneig, i va assolir la puntuació més alta en el segon tauler. Va guanyar el seu primer campionat canadenc absolut el 1941 als 16 anys, a Winnipeg. L'any següent va guanyar a Ventnor City, amb una puntuació de 6,5/9, i va aconseguir la victòria juntament amb Herman Steiner a l'Obert dels Estats Units a Dallas, amb una puntuació de 16/17.
El 1946, amb només 21 anys, va participar en el primer torneig de màxim nivell celebrat després de la Segona Guerra Mundial, si no es té en compte l'enfrontament de 1945 entre els Estats Units i la Unió Soviètica. El torneig es va celebrar a Groningen, i hi va derrotar el campió soviètic i guanyador del torneig Mikhaïl Botvínnik, tot guanyant el premi a la brillantor pel seu joc.
En els dos anys següents, va participar en diversos torneigs organitzats a Europa, on el seu millor resultat va ser el segon lloc, per darrere de Miguel Najdorf a Barcelona, el 1946. Yanofsky va representar el Canadà en els Interzonals de Saltsjöbaden el 1948 i Estocolm el 1962.
El 1953 va guanyar el Campionat de la Gran Bretanya, a Hastings, per davan de Stuart Milner-Barry, i establint un nou rècord de puntuació de la prova. A Dallas, el 1957, Yanofsky va aconseguir la seva primera norma de Gran Mestre, amb victòries sobre Samuel Reshevsky, Friðrik Olafsson i Larry Evans; el triomf final va ser per Svetozar Gligorić. La seva actuació a l'olimpíada de Tel-Aviv de 1964 (+6 -2 =8) li va valer la seva segona norma de Gran Mestre, i el títol, esdevenint així el primer Gran Mestre criat a la Commonwealth britànica.
Yanofsky va ser novament Campió del Canadà els anys 1943, 1945, 1947, 1953, 1959, 1963 i 1965, i els seus vuit títols representen un rècord canadenc (empatat amb Maurice Fox). El 1943 i 1959 va aconseguir una puntuació perfecta d'11/11. Va representar el Canadà en onze Olimpíades: Buenos Aires 1939 (13,5/16), Amsterdam 1954 (9/17), Múnic 1958 (5,5/11), Tel-Aviv 1964 (10/16), L'Havana 1966 (3,5/5), Lugano 1968 (6/14), Siegen 1970 (7/14), Skopje 1972 (6/13), Niça 1974 (7/14), Haifa 1976 (3,5/10), i Lucerna 1982 (6.11), un rècord canadenc només superat pel Mestre Internacional Lawrence Day. El seu total de 141 partides jugades en les Olimpíades és un altre rècord canadenc.
Altres títols obtinguts són els d'Arbon 1946 (títol compartit amb Karel Opocensky i Ludek Pachman), Reikiavik 1947, Hastings 1952/53 (victòria conjunta amb Harry Golombek, Jonathan Penrose i Antonio Medina), i el Campionat obert d'escacs del Canadà de 1979 (a Edmonton). Així mateix, va ser segon a Hastings 1951-52, per darrere de Svetozar Gligorić, i també segon a Netanya 1968, per darrere de Bobby Fischer.
Yanofsky va ser el principal organitzador del primer Torneig de Grans Mestres del Canadà a Winnipeg el 1967, amb motiu del Centenari de Confederació Canadenca, i va jugar al torneig, guanyant el premi a la brillantor per la seva victòria sobre László Szabó. El torneig va ser guanyat conjuntament per Bent Larsen i Klaus Darga.
El 1977 Yanofsky va ser nomenat per la FIDE Àrbitre Internacional. El 1986, als 61 anys, encara va jugar el campionat del Canadà, a Winnipeg, essent 3r-4t amb 9.5/15, empatat amb Fletcher Baragar, i per darrere dels vencedors Ígor Ivanov i Kevin Spraggett, la qual cosa li permetia de participar en un Interzonal, honor però que va cedir a un altre jugador.
El 1996 va tornar a Groningen, per assistir al Torneig del 50è Aniversari del celebrat el 1946, on ell havia participat. Des de la mort Yanofsky el 2000, se celebra a Winnipeg un Torneig Memorial anual en honor seu.